# Timo Röttger
Timo Röttger (* 12. Juli 1985 in Waldbröl) ist ein ehemaliger deutscher Fußballspieler, der zuletzt bei der SG Sonnenhof Großaspach unter Vertrag stand. Nach seiner aktiven Karriere war er zunächst als Chefscout beim Halleschen FC und bei Viktoria Köln aktiv. Im Sommer 2025 übernahm er die Position Head of Scouting beim 3. Liga Absteiger SV Sandhausen.

## Karriere

### Im Verein
Röttger war für den SV Wiedenest und den TuS Wiehl aktiv, ehe er im Jahr 2000 zu Bayer 04 Leverkusen wechselte. In der Saison 2005/06 hatte er dort 34 Regionalliga-Einsätze. In den Spielzeiten 2006/07 und 2007/08 spielte er für den SC Paderborn 07 in der 2. Bundesliga. Zur Saison 2008/09 wechselte er zur SG Dynamo Dresden. Dort unterschrieb er einen Zweijahresvertrag. Zur Saison 2011/12 wechselte Röttger zu RB Leipzig, wo er in der Saison 2012/13 den Aufstieg in die 3. Liga erreichte. Nach der Saison 2013/14, in der Leipzig den Aufstieg in die zweite Bundesliga erreicht hatte, wechselte Röttger zum westdeutschen Regionalligisten FC Viktoria Köln.
Zur Saison 2015/16 wechselte Röttger in die 3. Liga zur SG Sonnenhof Großaspach und blieb dort bis zu seinem Karriereende nach der Saison 2020.

### Nationalmannschaft
Röttger absolvierte am 23. März 2005 bei einem 1:0-Sieg gegen Österreich sein einziges Spiel für die deutsche U-20-Auswahl.

### Nach der aktiven Karriere
Röttger war nach seiner aktiven Karriere zunächst seit 2021 Chefscout beim Halleschen FC. Zum 31. März 2023 übernahm er die gleiche Rolle bei Viktoria Köln. Im Juni 2025 wurde seine Anstellung als Head of Scouting beim 3. Liga Absteiger SV Sandhausen kommuniziert.

## Erfolge
- Aufstieg in die 2. Bundesliga: 2011 (mit Dynamo Dresden), 2014 (mit RB Leipzig)
- Regionalligameister und Aufstieg in die 3. Liga 2013 (mit RB Leipzig)
- Oberligameister und Aufstieg in die Regionalliga 2005 (mit Bayer Leverkusen II)